# Leaf (zespół muzyczny)
Leaf – polski zespół grający muzykę rockową. Powstał w 2001 roku we Wrocławiu.

## Muzycy

### Obecny skład zespołu
- Tomasz Bednarek – śpiew, gitara
- Adam Purzycki – gitara basowa
- Piotr Trojanowski – gitara
- Marcin Witkowski – perkusja

### Byli członkowie zespołu
- Justyna Baron – gitara basowa
- Adam Zapał – perkusja
- Jonasz Szczeniowski – perkusja
- Przemek Dabrowski-perkusja
- Przemyslaw Mrozek – gitara basowa

## Dyskografia
- 2002 – 4.28 am tonight (singel)
- 2003 – Jeśli tylko chcesz (singel)[1]
- 2003 – Album[2]
- 2007 – EP07 (EP)